# Сердце моё (альбом)
«Сердце моё» — восьмой студийный альбом российской певицы Светы, выпущенный 14 февраля 2009 года на лейбле «Мистерия звука». В альбом попали как новые песни, так и переработанные версии старых хитов исполнительницы.
Песни «Сердце моё», «Не говори» и обновлённая версия визитной карточки Светы «Дорога в аэропорт» попали в активную ротацию на радиостанциях, достигнув топ-40 сводного хит-парада TopHit. Заглавная песня на протяжении нескольких недель занимала лидирующие позиции в хит-параде «Золотого граммофона» на «Русском радио», за что впоследствии и получила заветную статуэтку.

## Отзывы критиков
| Оценки критиков | Оценки критиков |
| Источник        | Оценка          |
| --------------- | --------------- |
| InterMedia      | [ 7 ]           |
| NEWSmuz.com     | 7/10            |

Алексей Мажаев из InterMedia в своей рецензии написал: «Если задаться вопросом про лицо среднестатистической российской попсы, в качестве ответа можно выдать альбом Светы „Сердце моё“. Саунд, тематика, аранжировки настолько усреднены, что понятны и близки каждому, кто не имеет повышенных культурных вопросов. Лишь сочинительский талант Светланы Колтуновой слегка выводит её песни из ряда вон: их проще заметить, в них есть за что зацепиться, их можно запоминать и напевать — эти качества незаменимы для получения народной популярности». Также он выделил проникновенный припев песни «Сердце моё», бойкий рефрен «Риги» и грустную «Поздно», при прослушивании которой «душа то свёртывается, то развертывается, и уже совершенно наплевать на избитые аранжировки и стандартный вокал».
Музыкальный критик Гуру Кен так отозвался об альбоме: «Конечно, „Сердце моё“ никак не сделает Свету модной поп-звездой. Скорее, альбом напоминает о ее существовании, и дает импульс нескольким потенциальным радио-хитам. Сможет ли Света написать актуальные модные песни, захочет ли отказаться от пыльного ретро-диско с блестками? Покажет уже следующий альбом».

## Список композиций
1. «Не говори» — 3:12
2. «Сердце моё» — 4:12
3. «Рига» — 3:08
4. «Тайна» — 3:47
5. «Поздно» — 3:53
6. «Я не знаю» — 4:02
7. «Огненно-рыжий» — 3:24
8. «Дорога в аэропорт» — 4:12 — при участии КРП
9. «Амиго» — 3:23 — Вячеслав Тюрин Remix
10. «Загорелые» — 3:22
11. «Не говори» — 4:01 — Инфинити Remix
12. «Сердце моё» — 4:47 — Neomaster DJ Remix
13. «Что мне делать?» — 5:47 — DJ Vini First Radio Edit
14. «Что мне делать?» — 4:54 — DJ Vini Second Radio Edit
15. «Заново» — 3:11 — при участии группы «Апогея»
16. «Не говори» — 3:11 — Акустическая версия

## Видеоклипы
- 2008 — «Сердце моё» (реж. Александр Солоха)[9]
- 2010 — «Дорога в аэропорт»[10]

## Сердце моё. Live
«Сердце моё. Live» — видеоальбом, выпущенный по следам большого сольного концерта Светы, состоявшегося 28 марта 2009 года в дворце спорта «Лужники». Это был первый подобного масштаба концерт певицы в столице с профессиональным балетом, световыми спецэффектами, театром огня, фейерверками. В рамках концерта Света исполнила свои главные хиты и презентовала новый альбом. Также на сцене в тот вечер выступили группы Plazma, Reflex, «Инфинити», Т9, «РуКола», а так же DJ Vini и КРП.
Список композиций
1. «Не говори» — Intro instrumental
2. «Что мне делать» — при участии DJ Vini
3. «Где найти любовь?»
4. «Дорога в аэропорт» — при участии КРП
5. «Лети за облака»
6. «Ода нашей любви» — исполняет группа Т9
7. «Ты говоришь» — исполняет група «РуКола»
8. «Сердце моё»
9. «Жизнь моя»
10. «Поздно»
11. «Хватит, довольно»
12. «Ты не мой»
13. «Танцы» — исполняет Reflex
14. «Твои глаза»
15. «Рига»
16. «Синеглазые дельфины»
17. «Загорелые»
18. «Не говори»
19. «Save» — исполняет Plazma
20. «Где ты?» — исполняет «Инфинити»
21. «Я не знаю»
22. «Другая»
23. «Амиго»
24. «А может да…»
25. «Что мне делать?» — Outro